# Ані малий
Ані малий (Crotophaga sulcirostris) — вид птахів з родини зозулевих (Cuculidae). Поширений в Центральній і Південній Америці.

## Поширення
Ареал виду простягається від узбережжя Мексиканської затоки на півдні Техасу та карибських регіонів по всій Центральній Америці та на схід уздовж південноамериканського узбережжя Карибського до Гаяни. На тихоокеанському боці поширений з мексиканського штату Сонора на південь через Центральну Америку та південноамериканські тихоокеанські регіони Колумбії, Еквадору та Перу до північного Чилі та крайнього північного заходу Аргентини. Колись розмножувався у Луїзіані та в найпівденніших районах Нижньої Каліфорнії та на деяких прибережних островах. Трапляється на відкритих і частково відкритих місцях, таких як пасовища, степи та фруктові сади.

## Опис
Птах завдовжки близько 34 см і вагою 70–90 г. Розмах крил 41–46 см. Він повністю чорний, з дуже довгим хвостом, майже такої довжини, як і його тіло. Він має величезний дзьоб із поздовжніми борозенками, що проходять вздовж верхньої нижньої щелепи.

## Спосіб життя
Харчується здебільшого комахами, насінням і фруктами. Ані малий живе невеликими групами від однієї до п'яти пар. Вони захищають одну територію і відкладають яйця у спільне гніздо. Усі члени групи висиджують яйця та доглядають за дитинчатами.